# Дорогань (річка)
Дорогань — річка в Україні, у Житомирському та Звягельському районах Житомирської області, права притока річки Случі (басейн Прип'яті).

## Опис
Довжина річки 23 км, похил річки — 1,8 м/км. Формується з багатьох безіменних струмків. Площа басейну 97,1 км².

## Розташування
Бере початок на північно-західній околиці села Яблунівка. Тече на північний захід у межах сіл Ожгів, Дорогань, Любарська Гута, Тартак. На західній околиці села Рудня впадає в річку Случ, притоку Горині.